# 2007 en Chine
Cet article traite des événements qui se sont produits durant l'année 2007 en Chine.

## Chronologie

### Janvier
- 11 janvier : Utilisation par la Chine d'un missile anti-satellite : la république populaire détruit un de ses satellites Feng-Yun en orbite polaire[1],[2]

Auparavant, seuls les États-Unis, en 1985, avaient détruit de cette façon un de leurs satellites La question de la militarisation de l'espace revêt une importance stratégique. À la suite du test chinois, Gordon Johndroe, porte-parole du conseil de sécurité national américain fait savoir que « les États-Unis considèrent que le développement et l'essai de telles armes n'est pas compatible avec l'esprit de coopération auquel aspirent les deux pays en ce qui concerne l'utilisation civile de l'espace ». Par ailleurs, selon la NASA, la destruction a créé des quantités particulièrement élevées de débris spatiaux et va à l'encontre de recommandations de l'Inter-Agency Space Debris Coordination Committee.  En février 2008, les États-Unis détruisent leur satellite USA 193 qui présente des dysfonctionnements.
- 12 janvier : Veto de la Chine et de la Russie à l'ONU contre une proposition de résolution rédigée par les États-Unis pour appeler la Birmanie à améliorer le respect des droits de l'homme sur son territoire.

Les États-Unis et le Royaume-Uni avaient rédigé un projet de résolution par lequel le conseil de sécurité demande, entre autres, au Gouvernement du Myanmar de : « mettre un terme aux attaques de l’armée contre des civils dans les régions où vivent des minorités ethniques et en particulier de mettre fin aux violations des droits de l’homme et du droit humanitaire à l’encontre de membres des minorités ethniques, notamment les viols systématiques et les autres formes de violence sexuelle auxquels se livrent les membres des forces armées ». La Russie, la Chine et l'Afrique du Sud votent contre. Selon le représentant chinois : « la situation au Myanmar relève principalement des affaires internes d'un pays souverain. La situation actuelle ne constitue pas une menace à la paix et à la sécurité de la région ». C'est la première fois depuis 1972 que la Russie et la Chine opposent toutes deux leur veto sur la même proposition.

### Février
- 27 février : Mini-krach à la bourse de Shanghai qui baisse de 9 % à la suite de rumeurs concernant une hausse de taux d'intérêt.

### Mars
- 8 mars : Présentation devant l'Assemblée d'une loi protégeant la propriété privée.

Bien que le droit à la propriété soit déjà reconnu par la Constitution, l'introduction d'une loi aussi détaillée représente une nouveauté importante
- 16 mars : 
  - La loi sur la propriété est votée par l'Assemblée Nationale Populaire, avec 2 799 voix pour 53 contre et 37 abstentions. Elle prend effet le 1er octobre[8].
  - Le groupe Menu foods rappelle des aliments pour animaux domestiques fabriqués en Chine et commercialisés aux États-Unis. D'autres rappels de produits de fabrication chinoise auront lieu au cours de l'année.

### Avril
- 11-13 avril : : Visite de Wen Jiabao, premier ministre chinois, au Japon.

Il s'agit de la première visite au Japon en sept ans pour un responsable chinois de si haut rang. Elle fait suite au voyage à Pékin du premier ministre japonais Shinzo Abe au mois d'octobre précédent, et à celui du ministre des affaires étrangères chinois Li Zhaoxing au Japon en février. Wen Jiabao fait à la Diète un discours remarqué rappelant les crimes commis par les Japonais lors de la guerre de 1937-1945. Les deux parties ont déclaré leur intention de poursuivre ou de renforcer leur collaboration dans divers domaines

### Juin
- 16 : Le ministre du travail annonce une enquête à propos de travail forcé dans des briqueteries du centre de la Chine
- 27-29 : Deux sites chinois figurent parmi les vingt-deux ajoutés à la liste du patrimoine mondial.

Lors de sa 31e session, le comité du patrimoine mondial inscrit seize sites culturels, cinq sites naturels et un site mixte. Les diaolou et villages de Kaiping, dans le Guangdong, figurent parmi les sites culturels, et les karsts de Chine du Sud parmi les sites naturels,,.

### Août
- Le typhon Sepat touche le sud est les Philippines, Taïwan et le sud est de la RPC.

### Septembre
- 3 septembre : Le Financial Times affirme que l'Armée populaire de libération a piraté en juin un réseau informatique du Pentagone.

Selon le quotidien britannique, des responsables américains auraient la quasi-certitude que l'armée populaire de libération était à l'origine des attaques.. Une semaine plus tôt, le Spiegel avait révélé un document confidentiel d'un service de renseignements allemands qui arrivait à des affirmations similaires Le gouvernement chinois réfute ces accusations.

### Octobre
- 24 octobre : lancement de Chang'e 1, premier satellite chinois d'observation lunaire.

Chang'e 1 a pour objectif de cartographier et modéliser en trois dimensions certaines régions de la Lune, d'analyser la composition chimique du sol lunaire, ainsi que d'effectuer certaines observations sur les vents solaires. Le lancement inaugure le programme chinois d'exploration lunaire dont le but est d'envoyer un astronaute sur la Lune aux alentours de 2020.

### Novembre
25-27 : Visite en Chine du président français Nicolas Sarkozy
Il est accompagné par de nombreux hommes d'affaires. Les plus gros contrats concernent Areva qui doit construire deux réacteurs à Taishan, dans le Guangdong, et Airbus, qui doit livrer 160 A320 et 50 A330

## Bilan économique
|                                                                        | 2005   | 2006   | 2007  |
| PIB nominal en milliards de dollars                                    | 2657   | 3382   | 4327  |
| Croissance à prix constants, en % du PIB                               | 10,4 % | 11,6 % | 13 %  |
| Exportations de marchandises en milliards de dollars                   | 762    | 969    | 1218  |
| Importations de marchandises en milliards de dollars                   | 650    | 792    | 956   |
| Réserves de change officielles en fin d'année, en milliards de dollars | 818    | 1066   | 1528  |
| Cours du dollar (USD/CNY)                                              | 8,07   | 7,80   | 7,29  |
| Cours de l'euro (EUR/CNY)                                              | 9,56   | 10,28  | 10,65 |

## Bilan social
- Les accidents de travail ont provoqué la mort de 101 480 personnes (-10 % par rapport à 2006)[réf. nécessaire].
- De nombreux scandales (jouets, pneumatiques, pâte dentifrice…) ont porté atteinte à l'image du « made in China ».